# KrAZ-65032
Der Lastkraftwagen KrAZ-65032 (ukrainisch КрАЗ-65032) ist ein schwerer dreiachsiger Kipper aus der Fertigung des ukrainischen Fahrzeugherstellers KrAZ, der seit 1994 in Serie produziert wird. Entsprechend der Antriebsformel 6×6 werden alle Achsen des Fahrzeugs angetrieben. Es gibt verschiedene Modelle, die sich hauptsächlich durch die Größe der Aufbauten und die mögliche Zuladung unterscheiden.

## Modellvarianten
- Der KrAZ-65032 type 1 ist eine Version für 15 Tonnen Zuladung bei einem Rauminhalt der Kippmulde von 10,5 Kubikmetern. Er wird auch als KrAZ-65032-042 bezeichnet.

- Als KrAZ-65032 type 2 wird ein Modell mit 18 Tonnen Zuladung und zwölf Kubikmetern Ladevolumen bezeichnet. Er wird auch als KrAZ-65032-056 geführt.

- Unter dem Namen KrAZ-65032 type 3 ist ein Fahrzeug mit geländetauglicher Bereifung, zwölf Tonnen Zuladung und zwölf Kubikmetern Ladevolumen erhältlich. Er wird auch als KrAZ-65032-060 bezeichnet.

- Der KrAZ-65032 type 4 ist ebenfalls geländegängig bereift und darf bei einem Ladevolumen von zwölf Kubikmetern 16 Tonnen zuladen. Er wird auch als KrAZ-65032-064-2 bezeichnet und als einziges Modell erst seit 2004 gebaut.

- KrAZ-65032 type 5 bezeichnet eine Variante mit großer Kippmulde für 16 Kubikmeter Inhalt und 15 Tonnen maximaler Zuladung. Er wird alternativ auch als KrAZ-65032-068 bezeichnet.

## Technische Daten
Die Daten beziehen sich auf das Modell KrAZ-65032 type 1, ebenso die Daten der Infobox.
- Motor: Achtzylinder Dieselmotor
- Motortyp: JaMZ-238DE2 (ist in allen Modellen verbaut)
- Hubraum: 14,86 l
- Leistung: 330 PS (243 kW)
- Getriebe: JaMZ-2381 (8 Gänge)
- Kupplung: Einscheiben-Trockenkupplung JaMZ-138
- Treibstoffverbrauch: 35,1 l/100 km
- Tankinhalt: 250 l Dieselkraftstoff
- Maximal befahrbare Steigung: 30 %
- Wendekreis: 25,2 m
- Antriebsformel: 6×6
- Höchstgeschwindigkeit: 75 km/h

Abmessungen
- Länge: 8350 mm
- Breite: 2500 mm
- Höhe: 3050 mm
- Spur (vorne): 2070 mm
- Spur (hinten): 1838 mm
- Bodenfreiheit: 300 mm
- Radstand: 4080 mm + 1400 mm
- Höhe Bordwand: 2520 mm
- Maximales Ladevolumen: 10,5 m³
- Reifendimension: 12.00R20

Gewichte
- Leergewicht: 13.100 kg
- Zulässiges Gesamtgewicht: 28.200 kg
- Technisch zulässiges Gesamtgewicht: 30.200 kg (die Achslast hinten liegt in diesem Fall über den im Straßenverkehr zugelassenen 11,5 Tonnen)
- Maximale Zuladung: 15.000 kg
- Technisch maximal zulässige Zuladung: 17.000 kg